# أرينغتون جونز
أرينغتون جونز (بالإنجليزية: Arrington Jones)‏ هو لاعب كرة قدم أمريكية أمريكي، ولد في 16 ديسمبر 1959 في ريتشموند في الولايات المتحدة.

## وصلات خارجية
- أرينغتون جونز على موقع مرجع كرة القدم المحترفة.كوم (الإنجليزية)
- أرينغتون جونز على موقع JustSportsStats.com (الإنجليزية)